# Sanchey
Sanchey település Franciaországban, Vosges megyében. Lakosainak száma 953 fő (2022. január 1.). Sanchey Chaumousey, Darnieulles, Les Forges, Renauvoid és Uxegney községekkel határos.

## Népesség
A település népessége az elmúlt években az alábbi módon változott:
| Lakosok száma | 908  | 931  | 970  | 939  | 943  | 943  | 947  | 943  | 953  |
|               | 2013 | 2015 | 2016 | 2017 | 2018 | 2019 | 2020 | 2021 | 2022 |